# 트라파니도
트라파니도(이탈리아어: Provincia di Trapani, 시칠리아어: pruvincia di Tràpani)는 이탈리아의 자치 구역 시칠리아의 도다. 시칠리아의 도를 제한시키면서, 2015년에 트라파니도는 트라파니 자유 지방 자치체 협력체(libero consorzio comunale di Trapani))로 바뀌었다. 도청은 트라파니이다. 2025년 기준 전체 면적 2,469.62 제곱킬로미터 (953.53 mi2)에 총 인구는 411,396명이다. 트라파니도에는 25개 코무네로 이뤄져 있다.

## 역사
현재 트라파니도를 이루고 있는 지역은 카르타고인, 그리스인, 이후에는 로마인들이 연이어 거주했다. 처음에는 드레파나 (Drepana), 그 뒤로는 드레파논 (Drepanon)이라 알려진 트라파니 항구는 기원전 8세기 시카니인 및 엘리미인이 거주하다가 기원전 8세기까지 번성한 페니키아 무역 중심지로 발전했다. 기원전 260년에 카르타고인들이 이곳을 차지하였고 기원전 240년에는 로마인들이 차지하며, 로마 시민권 지역이 되었다가 서기 440년에 들어 반달족, 그 뒤에는 비잔티움인, 최종적으로는 830년 무슬림들에게 약탈당했다. 16세기, 스페인의 카를 5세 시기 특권을 부여받았으며, 카를은 이곳에 성벽을 보강해주기도 했다. 트라파니는 1817년 도청 소재지가 되었다.

## 지리
트라파니도는 북쪽으로는 티레니아해, 남쪽으로는 지중해, 서쪽으로는 시칠리아해협과 접하고 있다. 동쪽으로는 팔레르모, 아그리젠토 등의 행정구역과 경계를 이룬다. 트라파니도는 일부만 평야 지역이며, 스파라조  (Sparagio 1,110m)와 이니키 (Inici, 1,065m) 산맥을 제외하면 대부분이 해발 1,000m 이하이다. 또한 트라파니도에는 파비냐나 코무네 (지방자치단체)가 속한 에가디 제도, 시칠리아 최대의 섬인 판텔레리아섬, 마르살라 코무네가 속한 스타뇨네섬 등을 포함한다. 에가디 제도는 파비냐나, 레반초, 마레티모 등 주요 섬 3개와  포르미카, 마라오네 등 작은 섬 2개로 이뤄져 있다.
트라파니도는 많은 강이 존재하지만, 대부분은 대단한 규모이거나 중요성을 띠지 않으며, 예외적으로는 도의 경계에 있는 벨리체강과 길이가 약 40km에 달하는 비르기강이 있다. 이외의 강에는 모디오네, 마차로, 피우메, 살레미, 소시우스 등이 있으며, 소시우스강은 베르바로 휴양지의 지중해로 흐른다.
자연 호수에는 마차로델발로 코무네에 있는 고르기 톤디 (Gorghi Tondi) 및 프레올라 (Preola), 판텔레리아의 라고 디 베네레 등이 있다. 또한 비르기강의 저수지 지역이자, 쿠디아강을 가로지르는 댐이 만들어낸 라고 루비노 (Lago Rubino), 카스텔베트라노의 라고 트리니타 (Lago Trinità), 파케코 휴양지의 파케코 호수 등 인공 호수 세 개도 존재한다. 또한, 스타뇨네 석호라고 하는 연안석호도 존재하며, 페니키아인들이 한때 주요 해군 기지이자 상업 기지로 썼던 마르살라 인근 푼타 알가 (Punta Alga)와 산 테오도로 곶 사이의 해안 구간에 위치한 2000헥타르 규모의 보호구역 안에 있다. 이곳의 물은 얕고 매우 짜며, 늪지를 끼고 있다. 스타뇨네 석호에는 네 개 섬이 존재한다.
포도주 생산으로 유명한 인접 섬 판텔레리아와 에가디제도 역시 행정구역 상 트라파니도의 일부이다.

## 지방자치단체 목록
- 마르살라
- 마차라델발로
- 미실리셰미
- 발데리체
- 부세토팔리촐로
- 비타
- 산비토로카포
- 산타닌파
- 살라파루타
- 살레미
- 알카모
- 에리체
- 지벨리나
- 칼라타피미세제스타
- 캄포벨로디마차라
- 카스텔람마레델골포
- 카스텔베트라노
- 쿠스토나치
- 트라파니
- 파르탄나
- 파비냐나
- 파체코
- 판텔레리아
- 페트로시노
- 포조레알레

## 인구
| 연도 | 인구    | ±%     |
| ---- | ------- | ------ |
| 1861 | 213,211 | —      |
| 1871 | 233,482 | +9.5%  |
| 1881 | 279,889 | +19.9% |
| 1901 | 367,974 | +31.5% |
| 1911 | 364,813 | −0.9%  |
| 1921 | 423,370 | +16.1% |
| 1931 | 370,501 | −12.5% |
| 1936 | 369,073 | −0.4%  |

| 연도 | 인구    | ±%     |
| ---- | ------- | ------ |
| 1951 | 414,881 | +12.4% |
| 1961 | 427,672 | +3.1%  |
| 1971 | 405,393 | −5.2%  |
| 1981 | 420,865 | +3.8%  |
| 1991 | 426,710 | +1.4%  |
| 2001 | 425,121 | −0.4%  |
| 2011 | 429,917 | +1.1%  |
| 2021 | 417,220 | −3.0%  |

## 경제
트라파니도는 포도 재배의 주요 산지이다.

## 종교
- 마리아 산티시마 델라 콘푸시오네